# Barra de Valizas
Barra de Valizas ou Valizas est une ville et une station balnéaire de l'Uruguay située dans le département de Rocha. Sa population est de 356 habitants.
Elle a des côtes sur l'océan Atlantique.

## Population
| Année | Population |
| ----- | ---------- |
| 1963  | 22         |
| 1975  | 53         |
| 1985  | 113        |
| 1996  | 254        |
| 2004  | 356        |

,

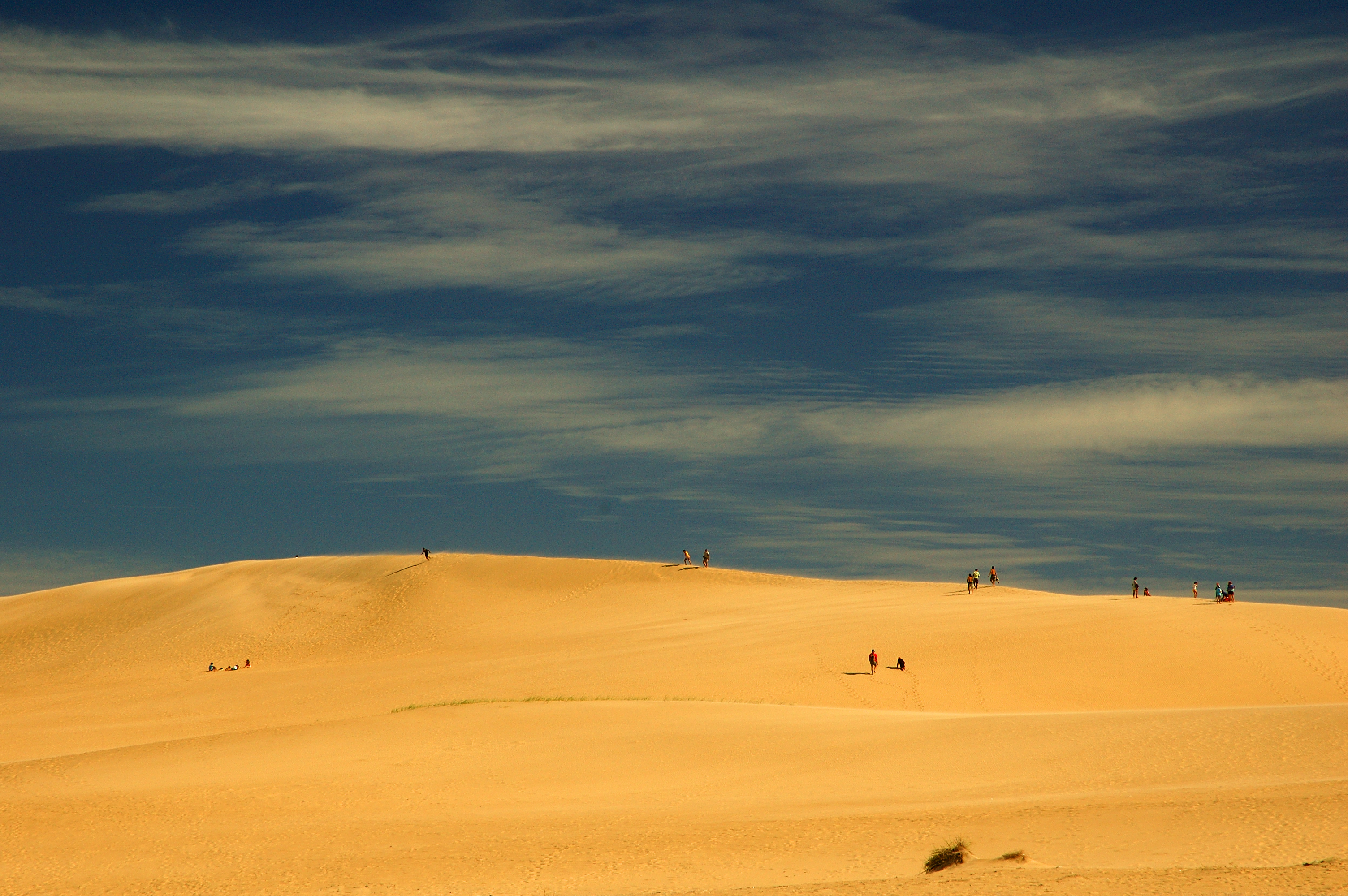
Dune de Valizas
Vue de Valizas